# Sawino (miendielejewskoje sielskoje posielenije)
Sawino (ros. Савино) – wieś (dieriewnia) w Rosji, w Kraju Permskim, w rejonie karagajskim. W 2010 liczyła 2093 mieszkańców.